# QIP
QIP (Quiet Internet Pager) е безплатен софтуер за онлайн комуникация, признат като лек и бърз. Предимствата на QIP са таб-режимът, който замества отделните чат прозорци, улесненият потребителски интерфейс и богатият избор на скинове.

## История
Програмата е създадена от руския разработчик Илгам Зулкорнеев, като началния замисъл е бил крайният продукт да е възможно най-опростен клиент за доставяне и получаване на съобщения по интернет.
Историята на създаването на QIP започва през 2004 в Санкт-Петербург, когато един най-обикновен Delphi програмист решава да създаде един абсолютно опростен Internet pager за лична употреба.
Първата версия на QIP e била програма с минимални изисквания – не е имало звук или графики, само наложителните прозорци и бутони.
Първата пусната версия на програмата излиза през 2005 година под Microsoft Windows. След нея QIP набира все по-голяма популярност.
През 2006 заедно с помощта на Александър Смирнов, приятел на автора, излиза версия за PDA.